# William Knight
Pour les articles homonymes, voir Knight.
William R. Knight « Billy », né le 12 novembre 1935  à Northampton, est un ancien joueur de tennis britannique.
Il remporta, avec Yola Ramírez, le double mixte aux Internationaux de France de tennis en 1959.

## Palmarès (partiel)

### Titres en simple messieurs
| No | Date | Nom et lieu du tournoi                       | Catégorie | Surface      | Finaliste       | Score                   |  |
| -- | ---- | -------------------------------------------- | --------- | ------------ | --------------- | ----------------------- |  |
| 1  | 1958 | British Hard Court, Bournemouth              |           | Terre (ext.) | Giuseppe Merlo  | 5-7, 6-0, 6-2, 6-3      |  |
| 2  | 1959 | German International Championships, Hambourg |           | NC           | Ian Vermaak     | 4-6, 6-4, 4-6, 6-3, 8-6 |  |
| 3  | 1963 | British Hard Court, Bournemouth              |           | Terre (ext.) | Martin Mulligan | 5-7, 6-3, 6-1, 6-3      |  |
| 4  | 1964 | British Hard Court, Bournemouth              |           | Terre (ext.) | Cliff Drysdale  | 6-3, 1-6, 6-1, 5-7, 7-5 |  |

### Finales en simple messieurs
| No | Date | Nom et lieu du tournoi          | Catégorie | Surface      | Vainqueur   | Score                   |  |
| -- | ---- | ------------------------------- | --------- | ------------ | ----------- | ----------------------- |  |
| 1  | 1959 | British Hard Court, Bournemouth |           | Terre (ext.) | Lew Gerrard | 3-6, 2-6, 6-2, 7-5, 9-7 |  |
| 2  | 1960 | British Hard Court, Bournemouth |           | Terre (ext.) | Mike Davies | 6-2, 4-6, 6-2, 6-1      |  |

### Titre en double messieurs
| No | Date       | Nom et lieu du tournoi      | Catégorie | Surface      | Partenaire  | Finalistes | Score |  |
| -- | ---------- | --------------------------- | --------- | ------------ | ----------- | ---------- | ----- |  |
| 1  | 09-08-1960 | Alpenländer-Pokal Kitzbühel |           | Terre (ext.) | Roy Emerson | NC         | NC    |  |

### Titre en double mixte
| No | Date       | Nom et lieu du tournoi         | Catégorie | Surface      | Partenaire   | Finalistes                | Score    |          |
| -- | ---------- | ------------------------------ | --------- | ------------ | ------------ | ------------------------- | -------- | -------- |
| 1  | 19-05-1959 | Internationaux de France Paris | G. Chelem | Terre (ext.) | Yola Ramírez | Renee Schuurman Rod Laver | 6-4, 6-4 | Parcours |

### Finales en double mixte
| No | Date       | Nom et lieu du tournoi             | Catégorie | Surface      | Vainqueurs                      | Partenaire   | Score         |          |
| -- | ---------- | ---------------------------------- | --------- | ------------ | ------------------------------- | ------------ | ------------- | -------- |
| 1  | 18-01-1957 | Australian Championships Melbourne | G. Chelem | Gazon (ext.) | Fay Muller Malcolm Anderson     | Jill Langley | 7-5, 3-6, 6-1 | Parcours |
| 2  | 04-05-1959 | Italian Championships Rome         |           | Terre (ext.) | Rosie Reyes Francisco Contreras | Yola Ramírez | 9-7, 6-1      | Parcours |

## Autres performances
- Internationaux de France (Roland-Garros) : quart de finale en 1959 ; huitième de finale en 1960, 1962 et 1963